# Sunwah GNU
RAYS GNU (anteriormente Sun Wah) fue una distribución de GNU basada en Debian GNU. 

## Desarrollo y distribución
Sunwah Linux fue una distribución basada en Debian. Fue la primera distribución GNU china en recibir la certificación LSB. La arquitectura del sistema fue diseñada en Hong Kong y la programación fue hecha en Nanjing. La distribución estuvo patrocinada por el Grupo Sunwah en Hong Kong y por el Gobierno Provincial de Jiangsu.
Este sistema operativo tiene la capacidad de satisfacer demandas de distintos sectores, además, es compatible con varias marcas de CPU y software de aplicación producidos en China.
Sunwah - PearL Linux (abreviado SWP) fue el nombre dado a la entidad encargada del entrenamiento en tecnología del grupo ha sido proporcionando asistencia de investigación, prueba, y ayuda en el entrenamiento para la distribución. SWP es un establecimiento de junta del Universidad Politécnica de Hong Kong y el Grupo Sunwah.
En 2005, Sunwah GNU estuvo instalado en 140 000 ordenadores en escuelas de educación básica y bachillerado en China.

## Premios
En abril de 2006, Sunwah GNU ganó el premio por la mejor aplicación de escritorio en la Conferencia y Expo de LinuxWorld en Boston. Según Albert Chung, quién presentó la distribución a los jueces, "La competición era feroz. Estábamos orgullosos de que nuestra distribución china GNU sea reconocida por expertos en la industria y por los jueces." 